# Juliette de Wit
Juliette de Wit (Amsterdam, 8 mei 1958) is een Nederlands illustratrice.

## Biografie

### Jeugd en opleiding
De Wit werd geboren in Amsterdam als vierde in een gezin van vijf kinderen. Na haar middelbare school ging zij studeren aan de Rietveldacademie waar zij les kreeg van Piet Klaasse en Thé Tjong-Khing.

### Loopbaan
De Wit begon naar haar afstuderen in 1982 met het illustreren van vele kinderboeken en schreef verhalen voor stripboeken. In 1985 verscheen haar eerste kinderboek Lein de liefde. Ze illustreert naast kinderboeken ook boeken voor volwassenen. Deze gaan voornamelijk over opvoeden. Ook maakte ze illustraties voor boekenseries. Zo illustreerde zij de boekenseries Spekkie en Sproet van Vivian den Hollander, Fritzi van Anneke Scholtens en De Wilde Kippen Club van Cornelia Funke. In 2006 ontving zij de Leespluim voor haar tekstloze boek Waar gaat Ollie naartoe?. Bink en Pip gaan naar Engeland, door Vincent Bijlo en zijn vrouw Mariska Reijmerink, is door De Wit voorzien van tekst. 
De wit is naast haar werk als illustratrice ook muzikaal. Zo speelt zij in de band "Romeo's".